# Radiomètre
Un radiomètre est un instrument qui permet de mesurer l'intensité du flux de rayonnement électromagnétique, dans différents domaines de longueurs d'onde, tels que l'ultraviolet, la lumière visible et l'infrarouge. Si la mesure du rayonnement est effectuée en fonction de la longueur d'onde (ou de la fréquence), l'instrument est nommé spectroradiomètre.

## Description
Les radiomètres sont notamment utilisés en météorologie, embarqués sur des satellites tels que METEOSAT ou SPOT. Ils effectuent des mesures sur des parties bien déterminés du spectre de rayonnement électromagnétique, ce qui leur permet de mesurer avec précision le contenu en vapeur d'eau et en eau liquide de l'atmosphère.
Les radiomètres sont des instruments pouvant être réalisés par n'importe quelle personne possédant des connaissances sur l'amplificateur opérationnel ainsi que l'utilisation d'une photodiode BPW34B.

## Historique
Bien que le terme « radiomètre » puisse désigner tout appareil mesurant le rayonnement électromagnétique (par exemple la lumière), le terme est souvent utilisé pour désigner spécifiquement un radiomètre de Crookes (« moulin à lumière »), un appareil inventé en 1873 dans lequel un rotor (ayant des ailettes sombres d'un côté et claires de l'autre) dans un vide partiel tourne lorsqu'il est exposé à la lumière.
Une idée fausse courante (qui était même partagée à l'origine par Crookes) est que l'impulsion de la lumière absorbée sur les faces noires fait fonctionner le radiomètre.
Si cela était vrai, cependant, le radiomètre tournerait en s'éloignant des faces non noires, car les photons rebondissant sur ces faces transmettent plus d'impulsion que les photons absorbés sur les faces noires.
Les photons exercent une pression de rayonnement sur les faces, mais ces forces sont éclipsées par d'autres effets.
L'explication actuellement acceptée dépend de la présence d'un degré de vide adéquat et se rapporte au transfert de chaleur plutôt qu'à l'effet direct des photons,.
Un radiomètre de Nichols démontre la pression des photons. Il est beaucoup plus sensible que le radiomètre de Crookes et il fonctionne dans un vide complet, alors que le fonctionnement du radiomètre de Crookes nécessite un vide imparfait.
Le radiomètre MEMS peut fonctionner selon les principes de Nichols ou de Crookes et peut fonctionner sur un large spectre de longueurs d'onde et de niveaux d'énergie des particules.

## Utilisation

### Météo
La radiométrie micro-ondes est utilisée afin de mesurer des profils verticaux de température et d'humidité dans la troposphère, du sol à une altitude de six kilomètres. Le radiomètre micro-ondes permet également d'établir des profils verticaux d’ozone dans la stratosphère.